# Leonora
Leonora és una òpera en quatre actes de Saverio Mercadante estrenada al Teatro Nuovo de Nàpols el 5 de desembre de 1844. Fou l'òpera més reeixida de l'últim període napolità de Mercadante.
Leonora segueix la tradició de buffo napolità, barrejant l'estil operístic avançat dels anys 1840 en les parts serioses amb parlando del segle anterior en les seccions de buffo. Fou la sisena òpera representada al Liceu l'any de la seva inauguració (1847).